# Канадзавський університет
Канадзавський університет (яп. 金沢大学, かなざわだいがく; англ. Kanazawa University) — державний університет у Японії. Розташований за адресою: префектура Ісікава, місто Канадзава, квартал Какума. Відкритий у 1949 році. Скорочена назва — Кін-дай (яп. 金大, きんだい).

## Факультети
- Факультети гуманітарно-суспільних наук (яп. 人間社会学域)
- Факультети природничо-технічних наук (яп. 理工学域)
- Факультети медично-фармацевтичних наук (яп. 医薬保健学域)

## Аспірантура
- Педагогічна аспірантура (яп. 教育学研究科)
- Аспірантура медичних наук (яп. 医学系研究科)
- Аспірантура гуманітарно-суспільних наук (яп. 人間社会環境研究科)
- Аспірантура природничих наук (яп. 自然科学研究科)
- Аспірантура юридичних наук (яп. 法務研究科)